# The Best of Both Worlds (album de Van Halen)
Cet article concerne l'album de Van Halen. Pour l'album de R. Kelly & Jay-Z, voir The Best of Both Worlds.
Pour les articles homonymes, voir The Best of Both Worlds.
Albums de Van Halen
Van Halen III
(1998) A Different Kind of Truth
(2012)
The Best of Both Worlds est la seconde compilation du groupe Van Halen, sorti en juillet 2004. Il propose plus de titres que leur première compilation mais il ne contient aucun titre de l'album Van Halen III avec le chanteur Gary Cherone. Cet album regroupe les meilleures chansons de Van Halen à Balance. Cet album comprend aussi trois inédits enregistrés en 2004 avec Sammy Hagar : It's About Time, Up to Breakfast et Learning to See. De plus, l'album contient trois lives de l'album Live: Right Here, Right Now : Ain't Talkin' 'bout Love, Panama et Jump.

## Historique
La compilation comprend 16 titres extraits des six albums de l'ère David Lee Roth (1978-1984) et 14 des quatre albums de l'ère Sammy Hagar (1986-1995), plus trois chansons live avec Hagar de Live: Right Here, Right Now (1993), et trois nouvelles chansons avec Hagar faites pour la compilation. L'album est sorti en promotion de la nouvelle tournée de retrouvailles avec Hagar de retour en tant que chanteur. Les trois nouvelles chansons ont également été interprétées en direct à divers moments.
Michael Anthony n'a pas joué de basse pour les trois nouvelles chansons, bien qu'il leur ait fourni des chœurs. Anthony n'était pas un membre officiel du groupe à ce moment-là et les chansons étaient déjà enregistrées avant qu'il ne revienne. La basse sur les nouvelles chansons a été jouée par Eddie Van Halen.
Selon Anthony, les plans originaux impliquaient un disque dédié à Roth et un autre à Hagar qui contiendrait les trois nouvelles chansons, mais des problèmes lors de la négociation avec Roth ont conduit à la liste des chansons sur l'album tel quel.

## Titres

### CD1
1. Eruption
2. It's About Time
3. Up for Breakfast
4. Learning to See
5. Ain't Talkin' 'bout Love
6. Finish What Ya Started
7. You Really Got Me
8. Dreams
9. Hot for Teacher
10. Poundcake
11. And the Craddle Will Rock...
12. Black and Blue
13. Jump
14. Top of the World
15. (Oh) Pretty Woman
16. Love Walks in
17. Beautiful Girls
18. Can't Stop Lovin' You
19. Unchained

### CD2
1. Panama
2. Best of Both Worlds
3. Jamie's Cryin
4. Runaround
5. I'll Wait
6. Why Can't This Be Love
7. Runnin' With the Devil
8. When It's Love
9. Dancing in the Street
10. Not Enough
11. Feels So Good
12. Right Now
13. Everybody Wants Some!!
14. Dance the Night Away
15. Ain't Talkin' 'bout Love (Live)
16. Panama (Live)
17. Jump (Live)

## Personnel
Van Halen
- Sammy Hagar : chant sur (2–4, 6, 8, 10, 12, 14, 16, 18 sur le disque 1) ; (2, 4, 6, 8, 10–12, sur le disque 2), guitare rythmique, choeurs
- Eddie Van Halen : guitare solo, guitare rythmique, guitare acoustique, claviers, choeurs, basse sur (2-4 sur le disque 1)
- Michael Anthony : basse, sauf sur (2-4 du disque 1), chœurs
- Alex Van Halen : batterie, percussions

Musiciens supplémentaires
- David Lee Roth – chant, chœurs sur (5, 7, 9, 11, 13, 15, 17, 19 sur le disque 1) ; (1, 3, 5, 7, 9, 13, 14 sur le disque 2)[1]
- Steve Lukather – chœurs sur (2-4, 14 sur le disque 1) ; (10 sur le disque 2)

Production
- Compilation producteur : Van Halen
- Ingénieur : Bill Malina (sur les nouvelles chansons)
- Chef de produit : Kenny Nemes
- Assistants de projet : Hugh Brown, Tom Consolo, Malia Doss, Jimmy Edwards, Alan Fletcher, Kevin Gore, Bill Inglot, Joanne Jaworowski, Anna Loynes, Mark McKenna, David McLees, Scott Pascucci
- Mastering superviseur : Glen Ballard
- Remasterisation : Stephen Marcussen
- Supervision éditoriale : Cory Frye
- Direction artistique : Sara Cumings, Jeri Heiden
- Conception : Sara Cumings, Jeri Heiden
- Photographie : Kevin Westenberg
- Notes de la pochette : David Wild
- Note discographique : Steve Woolard

## Certifications
| Pays              | Ventes    | Certification | Date       |
| ----------------- | --------- | ------------- | ---------- |
| États-Unis (RIAA) | 1 000 000 | Platine       | 31/08/2004 |